# Murs (rapper)
Murs o Bad Batz Maru, pseudonimo di Nick Carter (Los Angeles, 16 marzo 1978), è un rapper statunitense.
Fin dal 1996 nel mondo della musica rap, nelle vesti di MC. Egli stesso definisce il suo stile "Sitcom Rap", che trae ispirazione dalla vita quotidiana. Attualmente è uno degli artisti più in vista dell'etichetta Def Jux.
Murs è un acronimo per Making Underground Raw Shit o Most Underground Rap Sucks (la maggior parte del rap underground fa schifo).

## Biografia
Murs autoprodusse il suo primo singolo nel 1993, questo pezzo finì poi sull'album che incise con i 3 Melancholy Gypsys e grazie alla traccia cominciò ad acquistare la stima delle hip-hop heads della zona. Proprio in questo periodo Murs divenne amico di Mystik Journeymen che nel 1996 invitò i 3 Melancholy Gypsys ad aggiungersi al collettivo delle Living Legends. Il rapper cominciò così a partecipare e registrare molti album, singoli, EP e tanto altro materiale.
Venuto a sapere della fondazione dell'etichetta Def Jux da parte del produttore El-P, Murs lo contattò chiedendogli se era interessato a pubblicare un suo album: nel 2003, venne pubblicato The End of the Beginning dove Murs collabora sia con artisti della nuova casa discografica, che con i suoi vecchi compagni delle Living Legends. Per la stessa etichetta, ha pubblicato Murs 3:16: The 9th Edition, iniziando la collaborazione con 9th Wonder. Ha recentemente firmato un contratto anche per la casa discografica Record Collection, per cui ha pubblicato nel 2006 l'album Murray's Revenge, affiancato nuovamente dal produttore 9th Wonder. Nel 2010 registra un brano (chiamato 8 Bit Baby) in featuring con Skream per il suo l'album Outside The Box per l'etichetta discografica Tempa.

## Discografia

### Album solista
- 1997 - F'Real
- 1999 - Good Music
- 2000 - Murs Rules the World
- 2001 - Murs Is My Best Friend
- 2003 - The End of the Beginning
- 2008 - Murs for President
- 2011 - Love & Rockets Vol. 1: The Transformation (con Ski Beatz)
- 2012 - Yumiko: Curse of the Merch Girl
- 2015 - Have a Nice Life
- 2017 - Captain California

### Album collaborativi
- 2001 - Pals (con the Netherworlds)
- 2004 - Murs 3:16: The 9th Edition (con 9th Wonder)
- 2006 - Murray's Revenge (con 9th Wonder)
- 2008 - Sweet Lord (con 9th Wonder)
- 2010 - Fornever (con 9th Wonder)
- 2011 - Melrose (con Terrace Martin)
- 2012 - This Generation (con Fashawn)
- 2012 - The Final Adventure (con 9th Wonder)
- 2013 - The Ghetto Is Tryna Kill Me (con The White Mandingos)
- 2014 - ¡MURSDAY! (con ¡Mayday! come ¡MURSDAY!)
- 2015 - Brighter Daze (con 9th Wonder)

### Compilation
- 2005 - Walk Like A Man - AA. VV.
- 2005 - The Genocide in Sudan - AA. VV.

### EP
- 1996 - Bac For No Good Reason EP (con 3 Melancholy Gypsys)
- 1996 - Comurshul EP (con 3 Melancholy Gypsys)
- 1999 - 3:16 the EP
- 2000 - Do More + Yeah EP
- 2002 - Varsity Blues EP